# Pterygoplichthys
A Pterygoplichthys a sugarasúszójú halak (Actinopterygii) osztályának harcsaalakúak (Siluriformes) rendjébe, ezen belül a tepsifejűharcsa-félék (Loricariidae) családjába tartozó nem.

## Származásuk, elterjedésük
Dél-Amerika folyóiban fordulnak elő, főleg az Amazonasban, az Orinocóban és azok mellékfolyóiban.

## Megjelenésük, felépítésük
A kifejlett példányok hossza fajtól függően 19,7-70 cm.

## Életmódjuk, élőhelyük
Fenéklakó algaevők. Sokukat akváriumi halként tartják. Előfordul, hogy ha kinövik az akváriumot, akkor a természetes vizekbe engdik őket, és ha ott sikerül megtelepedniük, inváziós fajjá válhatnak.

## Rendszerezésük
A nembe az alábbi 16 fajt sorolják:
- Pterygoplichthys ambrosettii (Holmberg, 1893)
- Pterygoplichthys anisitsi Eigenmann & Kennedy, 1903
- párducmintás vértesharcsa (Pterygoplichthys disjunctivus) (Weber, 1991)
- Pterygoplichthys etentaculatus (Spix & Agassiz, 1829) - típusfaj
- vitorlás algaevő harcsa (Pterygoplichthys gibbiceps) (Kner, 1854)
- Pterygoplichthys joselimaianus (Weber, 1991)
- Pterygoplichthys lituratus (Kner, 1854)
- Pterygoplichthys multiradiatus (Hancock, 1828)
- Pterygoplichthys pardalis (Castelnau, 1855)
- Pterygoplichthys parnaibae (Weber, 1991)
- Pterygoplichthys punctatus (Kner, 1854)
- Pterygoplichthys scrophus (Cope, 1874)
- Pterygoplichthys undecimalis (Steindachner, 1878)
- Pterygoplichthys weberi Armbruster & Page, 2006
- Pterygoplichthys xinguensis (Weber, 1991)
- Pterygoplichthys zuliaensis Weber, 1991

## Néhány Pterygoplichthys-faj

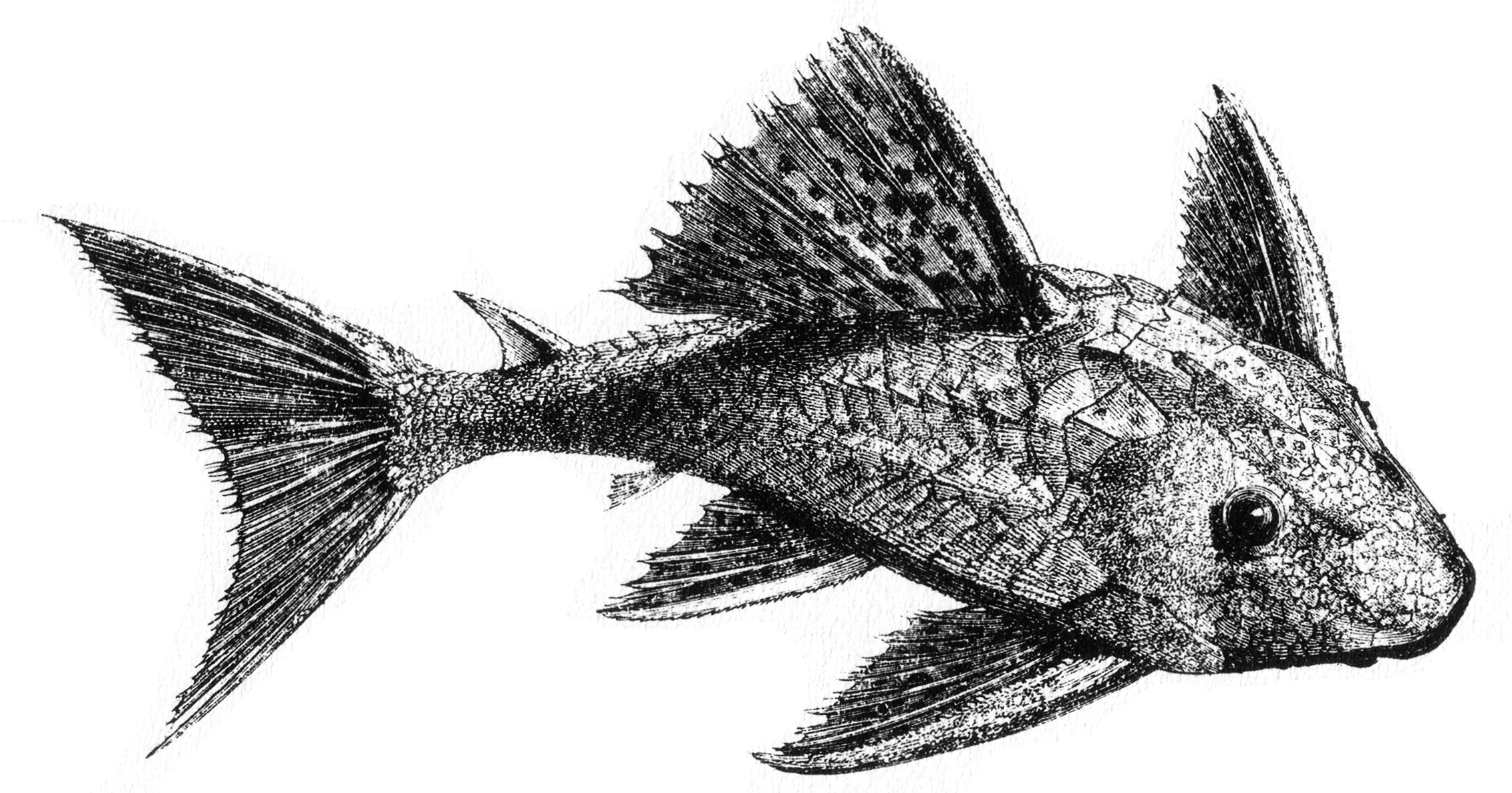
Pterygoplichthys etentaculatus
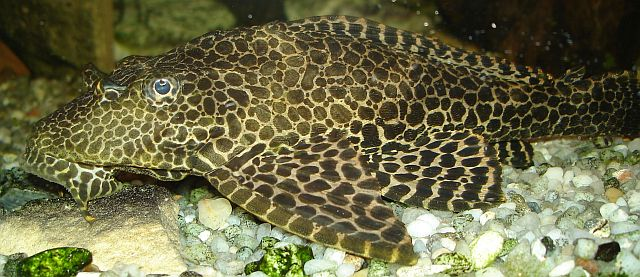
Pterygoplichthys gibbiceps
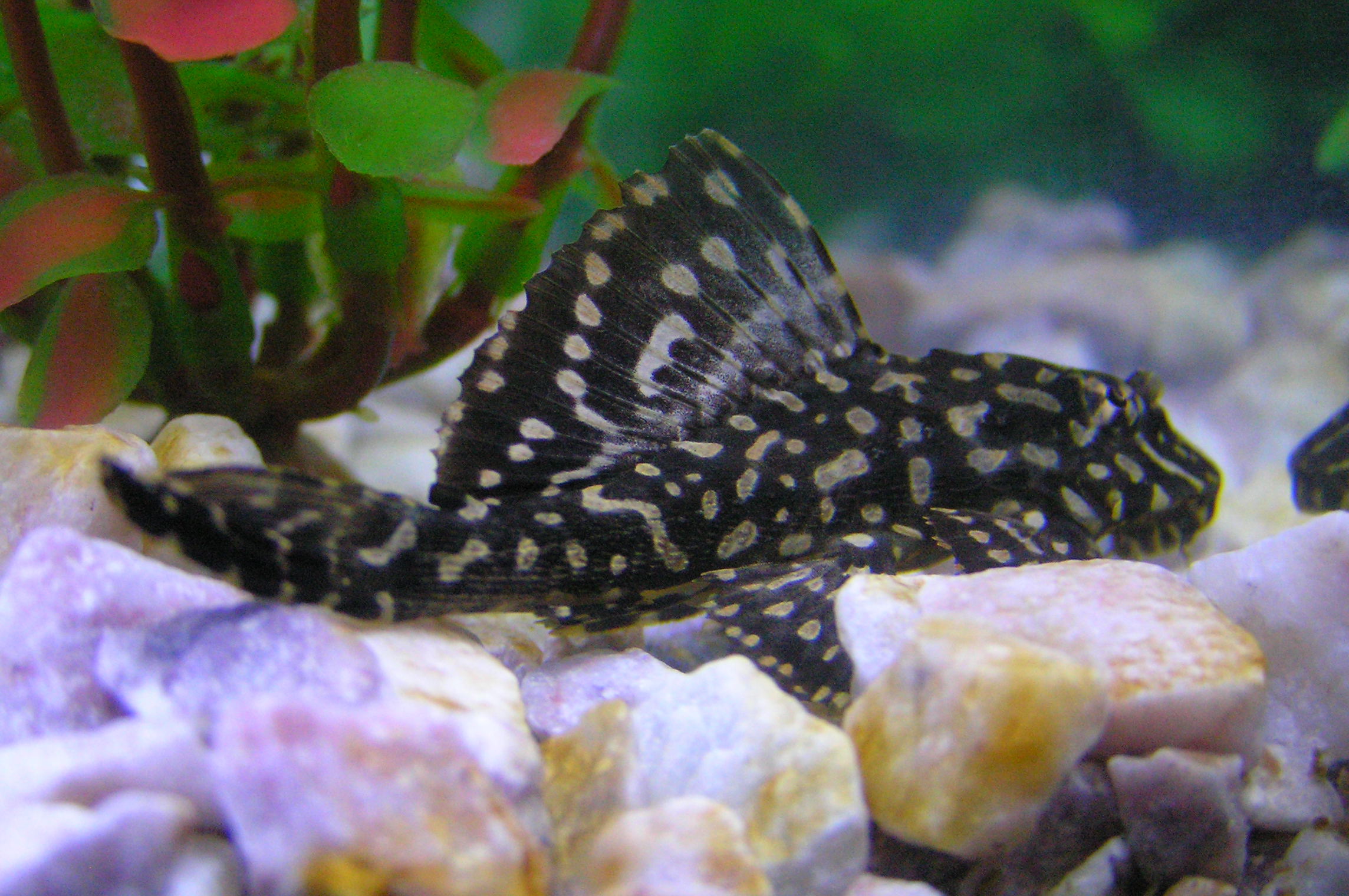
Pterygoplichthys joselimaianus
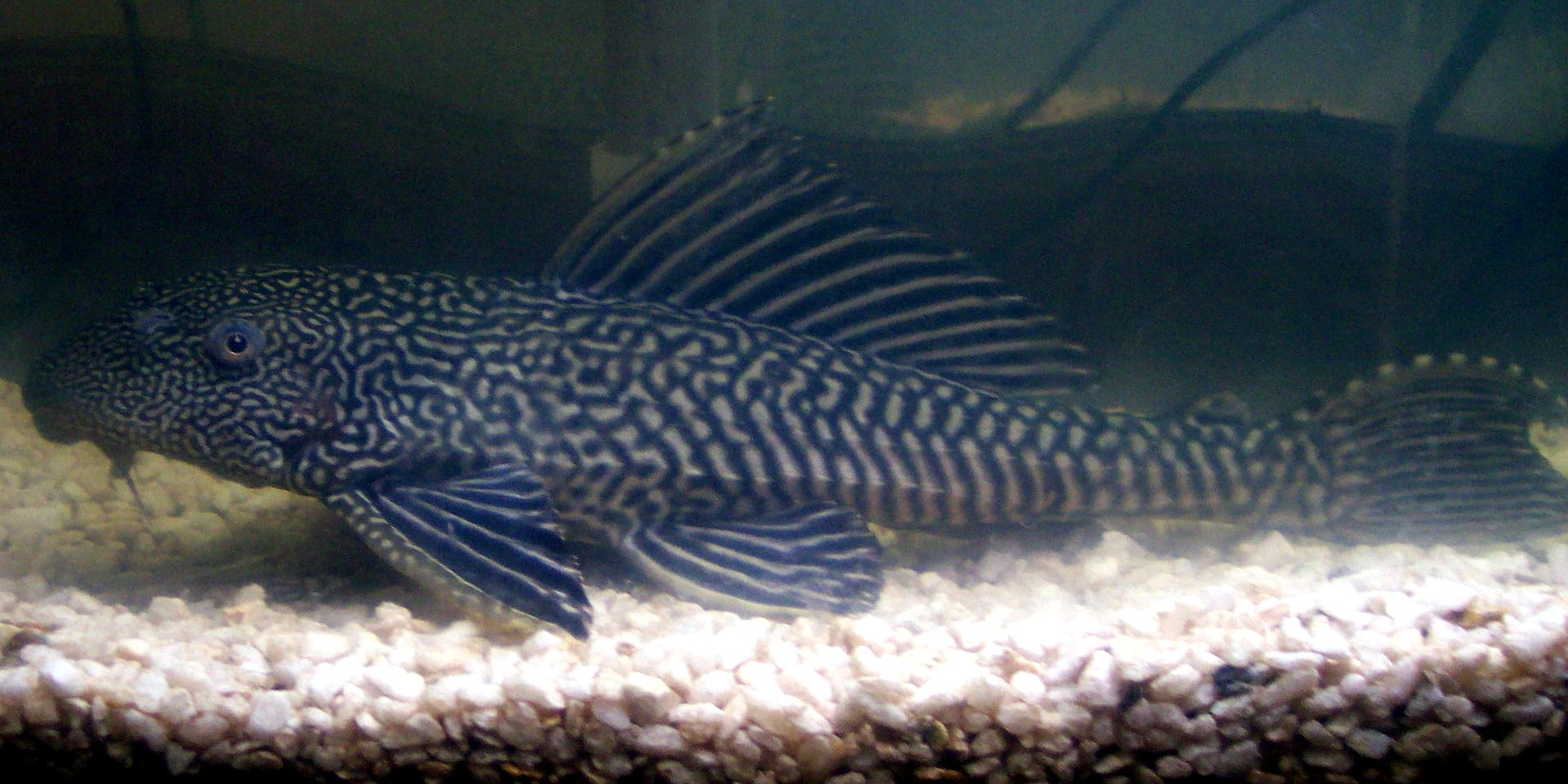
Pterygoplichthys pardalis